# ヤングコン
ヤングコンとは、20代限定の街コン。同世代で、違和感なく交流することを目指す。江戸コン実行委員会が江戸コンに変わる新シリーズの街コンとして開催。まちコンポータル（CHAMBERMEDIA株式会社）に掲載。